# RMS Lucania
RMS Lucania («Лукания») — британский пароход, принадлежавший судоходной компании Cunard Line. Завоевал в 1895 году «Голубую ленту Атлантики», отобрав её у «Кампании». Сгорел 14 августа 1909 года в доке Ливерпуля.

## Спуск на воду, первый рейс
Лайнер был спущен на воду 2 февраля 1893 года, ещё шесть месяцев ушло на отделку.
В первый рейс «Лукания» отправилась 2 сентября и прибыла в Нью-Йорк 9 сентября.
В 1895 году завоевала «Голубую ленту», совершив переход с запада на восток со средней скоростью 23 узла. Она держала это достижение, пока его не побил «Кайзер Вильгельм дер Гроссе» в 1897 году.
«Лукания» могла вместить 2400 человек: 400 пассажиров первого класса, 600 второго, 1000 третьего, свыше 400 членов экипажа.

## Военная служба, дальнейшая карьера
Во время англо-бурской войны была призвана на военную службу в качестве войскового транспорта. После военной службы продолжила обслуживать коммерческий маршрут. В 1901 году её оборудовали беспроводной радиосистемой Маркони.

## Гибель
14 августа 1909 года, находясь в доке Ливерпуля, «Лукания» загорелась, вероятно из-за старой проводки. Пожар пытались потушить, но безуспешно. Сгоревшую «Луканию» разобрали на металл.